# Смарт-лічильник газу
Смарт-лічильники газу – прилади нового покоління, які виготовлені у відповідності з останніми стандартами у сфері інтелектуального обліку енергоресурсів, і є результатом інтеграції між мембранним лічильником газу та інтелектуальним електронним модулем.
Світовий прогрес не стоїть на місці, а разом з ним з’являються нові технології для комфортного життя людей. Саме до таких розробок відносяться смарт-лічильники газу. 

Смарт-лічильники газу модельного ряду G1,6, G2,5, G4,G6, G10, G16,G25

Що таке смарт-лічильники, їхня відмінність та переваги
Основною відмінністю від звичайних (мембранних і роторних) є більша функціональність. Смарт-лічильники газу, окрім власне рахування спожитого газу, мають ще ряд інших позитивних переваг:
- дистанційне управління постачанням газу;
- наявність складного механізму від несанкціонованого втручання;
- економічно вигідне комплексне рішення перед існуючими системами збору і обліку газу;
- можливість налаштування багатотарифного обліку газу;
- наявність електронної температурної корекції;
- достовірне та оперативне добове балансування газу;
- оперативне виявлення втрат природного газу в мережі;
- передача інформації про аварійні ситуації та багато іншого.

Уся зібрана інформація про споживання газу споживачем зберігається протягом 70-ти діб і може бути використана для подальшої обробки чи аналізу. Передача даних може бути, як локальною (необхідно підключитися до відповідного оптичного порту лічильника), так і дистанційною, в автоматичному режимі.
Яка користь від смарт-лічильника для споживача?
Регулярне дистанційне зчитування показників лічильників забезпечує формування квитанцій з фактичними даними щодо кількості спожитого газу. Тобто лічильник сам передає в газове господарство об’єм спожитого газу і рахунок виставляється за нього. Це дуже зручно для тих споживачів, які регулярно забувають передати показники у встановлені терміни.
Чи здатен смарт-лічильник «накручувати» зайве?
Смарт-лічильники газу ТМ Pietro Fiorentini мають високу точність обліку газу завдяки вбудованому датчику температури та тиску (в деяких моделях), що виключають будь-яке «накручування» об’єму спожитого газу. Ці лічильники першими сертифіковані на території України і відповідають всім міжнародним та вітчизняним стандартам.
Україна лише на початку шляху впровадження «розумних технологій», і за смарт-лічильниками газу майбутнє. Так як, використання таких приладів обліку газу забезпечує комплексний підхід, відкриває нові можливості перед споживачами і постачальниками газу, забезпечує комфортне життя людей.
Відомі альтернативи
Альтернатива смарт лічильника газу - це система телеметрії, що встановлюється на вже присутній лічильник газу. Така комбінація має більшу надійність і гнучкість через незалежний пристрій передачі інформації, що ніяк не впливає на вимірювальний процес лічильника, а також, має окремий елемент живлення, що легко змінювати упродовж всього терміну експлуатації вузла обліку газу. В Україні існує декілька виробників, що пропонують подібні системи, найбільш розповсюдженою є система телеметрії від компанії "Скроллерс Фамілі"